# Dendrobium reniforme
Dendrobium reniforme är en orkidéart som beskrevs av Johannes Jacobus Smith. Dendrobium reniforme ingår i släktet Dendrobium, och familjen orkidéer. Inga underarter finns listade i Catalogue of Life.